# 国际青年日
国际青年日（英語：International Youth Day，或译国际青年节）是一个由联合国发起设立的节日。第一个国际青年日是在2000年8月12日 。联合国在1999年通过了第54/120号决议，将每年的8月12日定为国际青年日。
国际青年日的设立为各国政府重视青年问题提供了契机。各地在国际青年日这一天，会举办演唱会、研讨会、文化活动和会议等各种形式的庆祝活动，通常会有当地的政府官员参加这些活动。

## 年度主题
- 2000年 首届国际青年日
- 2001年 解决卫生和失业
- 2002年 现在和将来：青年行动为可持续发展
- 2003年 为各地的年轻人寻找适合的和有效率的工作
- 2004年 世代交替中的青年
- 2005年 WPAY+10：使承诺落到实处
- 2006年 一起消除贫困
- 2007年 看到，听到：参与发展的青年
- 2008年 青年与气候变化：该行动起来了
- 2009年 可持續性：我們的挑戰，我們的未來
- 2016年 通往2030年之路：消除贫困，实现可持续消费和生产